# Conothele lampra
Conothele lampra là một loài nhện trong họ Ctenizidae.
Loài này thuộc chi Conothele. Conothele lampra được miêu tả năm 1917 bởi Ralph Vary Chamberlin.